# 天野地区 (河内長野市)

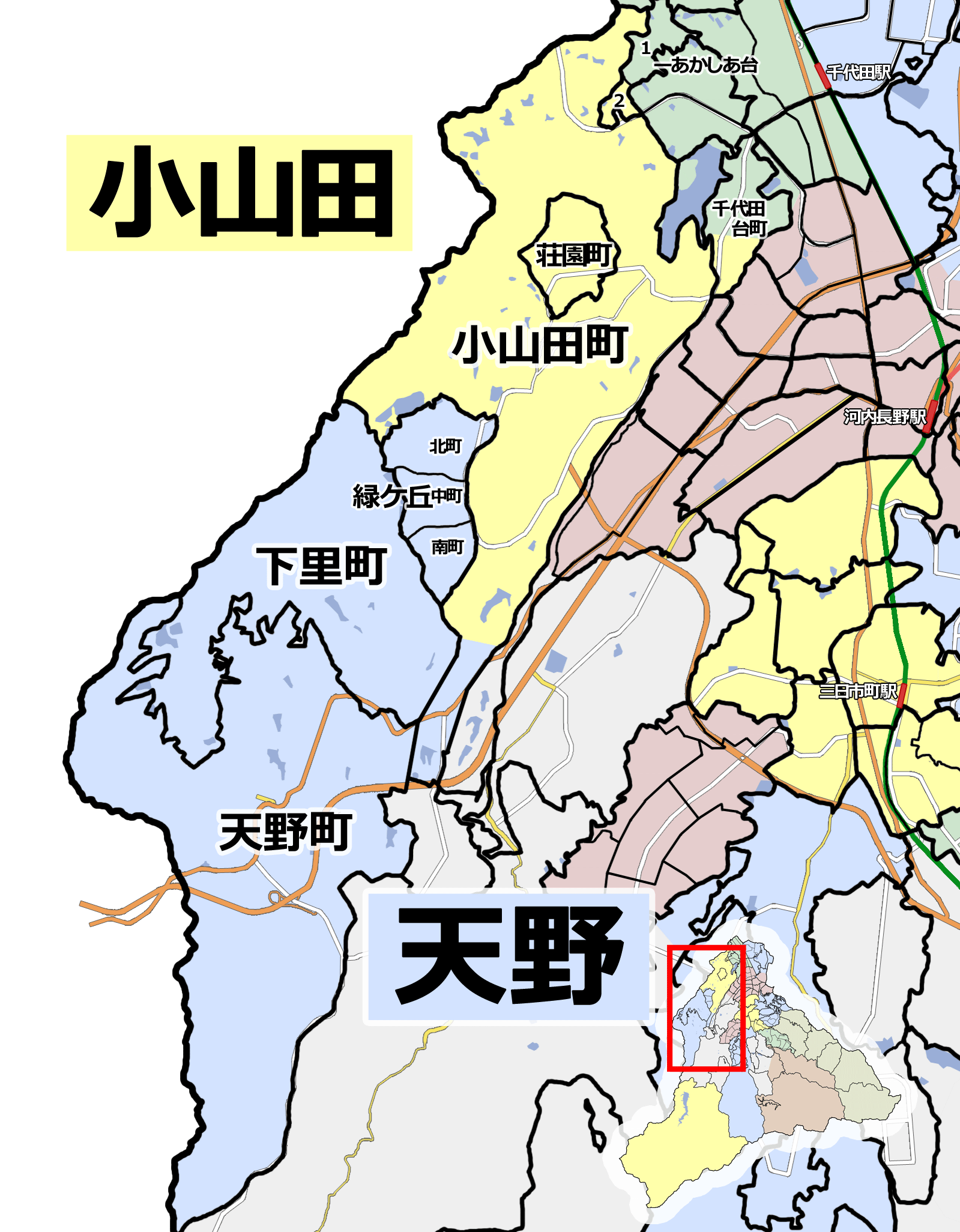
天野地区の地図
北:小山田、南:天野

天野地区（あまのちく）は、大阪府河内長野市の地域。河内長野市立天野小学校・河内長野市立小山田小学校の学区にあたる。
本項では概ね同地域に存在した南河内郡天野村（あまのむら）についても述べる。

## 地理
市の北端から南西にかけての地域で、広大な面積を有する緑地帯や山間部で構成されている。西除川が北流し、周辺に豊かな果樹園や水田地帯となっている。高度経済成長期に造成された住宅団地は、北東部を中心に広がっている。南部は天野山をはじめ滝畑方面へとつながる山間地を形成している。
- 山岳：天野山
- 河川：西除川（天野川）

### 交通
西除川に並行して府道217号大野天野線が通っているが、北側は極狭小路線のため、主に高規格な市道で代用されている。南側は大阪外環状線や府道20号枚方富田林泉佐野線が横断し、滝畑方面へは府道217号大野天野線に代わって市道でアクセスされている。
- 国道170号（大阪外環状線）
- 大阪府道20号枚方富田林泉佐野線
- 大阪府道217号大野天野線

## 歴史
- 1889年（明治22年）4月1日 - 町村制の施行により、錦部郡小山田村、下里村、天野山の区域をもって天野村が発足。
- 1896年（明治29年）4月1日 - 錦部郡天野村の所属郡が南河内郡に変更。
- 1940年（昭和15年）6月1日 - 長野町、千代田村と合併し、長野町の一部となる。
- 1954年（昭和29年）4月1日 - 長野町が合併により河内長野市となり、同市の一部となる。大字天野山が天野町、下里が下里町、小山田が小山田町に改名[1]。

## 地域
当地域は「天野・小山田地区」と表記されることもあるように、天野・下里からなる天野地区と旧小山田村域の小山田地区の2つに区分される。
天野地区は天野町と下里町で構成され、小山田地区は小山田町、荘園町、緑ケ丘北町、緑ケ丘中町、緑ケ丘南町で構成される。

### 天野町

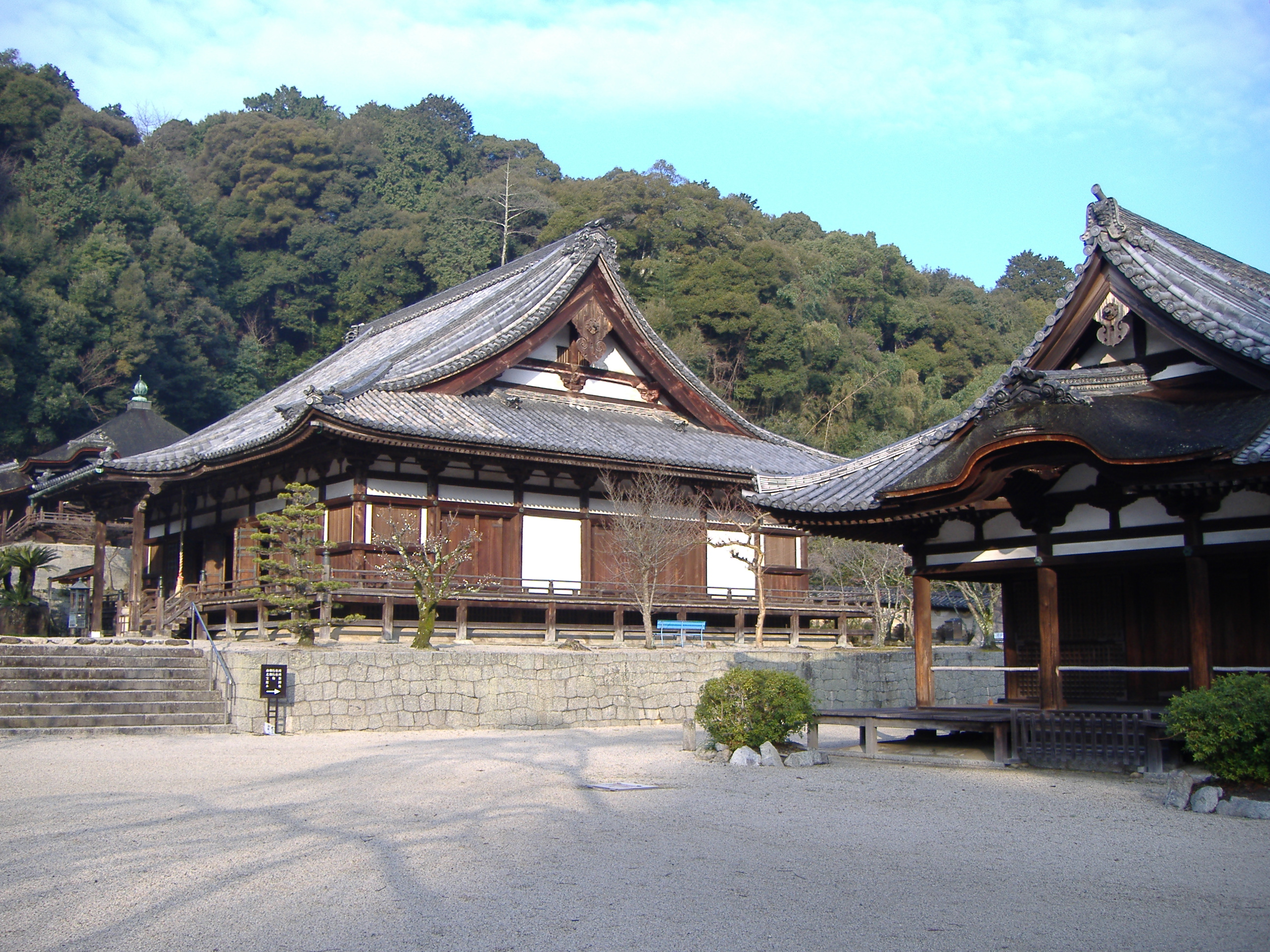
天野山金剛寺

読みは「あまのちょう」。1889年の町村制施行により、天野山として天野村の大字となる。天野（天野山）、高瀬、中尾の地区で分かれている。天野里として、平安末期から続く地名であり、 金剛寺は南朝の後村上天皇の行在所にもなっていた。天野山を含む丘陵支脈上にあり、天野川によって形成された狭長な谷あいに位置する。南側は滝畑へとつながっている。
主な施設、旧跡など
- 天野山金剛寺（天野山寺）
- 奥河内天野キャンプの森（長野公園天野地区）
- 関西サイクルスポーツセンター
- 河内長野ユースホステル
- すだれ資料館
- 河内長野警察署天野駐在所

### 下里町
読みは「しもざとちょう」。1889年の町村制施行により、下里として天野村の大字となる。下里と広野の地区で分かれている。鎌倉時代から文献に残る地名で天野村と合わせて見られる。天野川中流域に位置し、東部を中心に山間地であるが、谷あいに集落や田畑が続く。
主な施設、旧跡など
- 青賀原神社
- 河内長野市立天野小学校
- 河内長野市立西中学校
- 下里総合運動場（コノミヤ・スペランツァ球技場）

### 小山田町

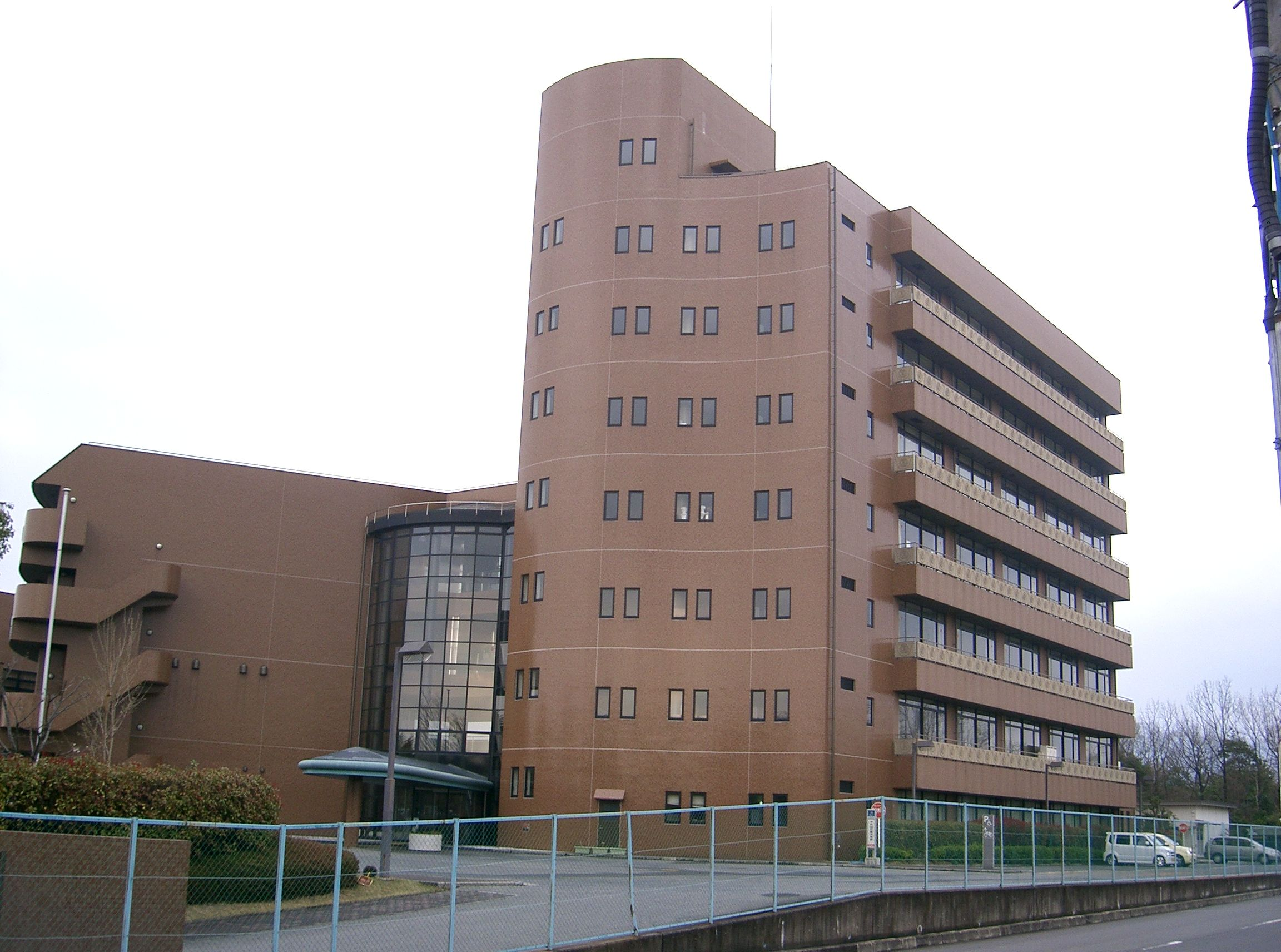
大阪千代田短期大学

読みは「おやまだちょう」。1889年の町村制施行により、小山田として天野村の大字となる。平安時代末期から続く地名であり、奈良時代の小山田古墓といわれる火葬墓や平安中期の長池窯跡群などが残る。小山田と田中平井の地区がある。西部を中心に田畑や果樹園が広がり、小山田の桃として古くから地域に慕われている。寺ヶ池公園周辺は赤峰台や寺池台などの住宅地が造成され、千代田台と生活圏が一体となっている。また、その一部には旧日立造船の社宅団地が転用された住宅地も含まれている。
主な施設、旧跡など
- 住吉神社
- 西福寺
- 安楽寺
- 大阪千代田短期大学
- 河内長野市立小山田小学校
- 市立小山田コミュニティセンター・あやたホール
- 河内長野市消防本部
- 寺ヶ池公園
- 赤峰市民広場（赤峰公園）
- 市立荘園庭球場
- 河内長野市学校給食センター
- 日本農薬総合研究所

### 荘園町
読みは「そうえんちょう」。南海小山田団地（南海小山田荘園）として南海電気鉄道によって造成された。都市公園として荘園町第1～4公園がある。西端は大阪府道217号大野天野線に隣接している。

### 緑ケ丘北町、緑ケ丘中町、緑ケ丘南町
読みは「みどりがおかきたまち」「-なかまち」「-みなみまち」。三井サニータウンという名称で三井不動産によって造成された。都市公園として緑ケ丘北第1～3公園、緑ヶ丘中第1～2公園、緑ケ丘南第1～2公園がある。

## 教育
- 河内長野市立天野小学校
- 河内長野市立小山田小学校
- 河内長野市立西中学校